# 温斯特
温斯特是德国下萨克森州的一个市镇。总面积55.62平方公里，总人口3397人，其中男性1661人，女性1736人（2011年12月31日），人口密度61人/平方公里。